# Frank Finlay
Frank Finlay (6. srpna 1926, Farnworth, Lancashire, Velká Británie – 30. ledna 2016) byl anglický divadelní, filmový a televizní herec.
Patřil mezi nejobsazovanější britské herce. V Česku je patrně nejznámější jeho role mušketýra Portose ve filmové adaptaci Dumasova románu Tři mušketýři z roku 1973, kterou režíroval Richard Lester. Hrál například také roli otce hlavního hrdiny a hlavu židovsko-polské rodiny ve válečném dramatu Romana Polanského Pianista.
Za své zásluhy by byl v roce 1984 dekorován komandérem Řádu britského impéria. V červenci 2010 obdržel čestný doktorát University of Bolton.